# Castéra-Lectourois
Castéra-Lectourois é uma comuna francesa na região administrativa de Occitânia, no departamento de Gers. Estende-se por uma área de 18,86 km². Em 2010 a comuna tinha 355 habitantes (densidade: 18,8 hab./km²).